# La Vingtaine
La Vingtaine è il primo album in studio della cantante belga Mentissa, pubblicato il 18 novembre 2022 dalla Tôt ou Tard.

## Tracce
1. La Vingtaine – 2:56
2. Prends-moi la tête – 3:00
3. Balance – 2:56
4. Et Bam – 3:59
5. Attendez-moi – 3:02
6. Premier janvier – 3:32
7. Petits princes – 3:19
8. Mamma Mia – 2:57
9. Le bruit du silence – 3:02
10. Exceptionnel – 3:27
11. Paris-Bruxelles – 3:29

## Classifiche
| Classifica (2022-2023) | Posizione massima |
| ---------------------- | ----------------- |
| Belgio (Vallonia)      | 34                |
| Francia                | 46                |